# National Union Catalog
Le National Union Catalog est un catalogue bibliographique collectif des livres et manuscrits d’avant 1956. Il est également désigné comme NUC of Pre-1956 ou NUC, et surnommé le Mansell catalog.

## Historique
Commencé au début des années 1950 sur la base des fonds de la Bibliothèque du Congrès U.S. et des 11 000 principales bibliothèques d’Amérique du nord, il recense par auteur des livres du monde entier et dans toutes les langues. Il intègre aussi des catalogues spécialisés comme le NUCMC (National Union Catalog of Manuscript Collections).
Catalogue papier, il totalise 528 000 pages en 754 volumes sur 40 mètres linéaires. Publié entre 1968 et 1981 par Mansell Information Publishing (créateur du catalogue du British Museum), il en a tiré son surnom de « catalogue Mansell » ou « le Mansell ». De format obsolète (papier et micro-fiche), son contenu est progressivement intégré au catalogue collectif informatisé WorldCat, qui en contenait 73 % en 2005 (75% en 2008).
Son titre original complet est : « The National Union Catalog Pre-1956 Imprints: A Cumulative Author List Representing Library of Congress Printed Cards and Titles Reported by Other American Libraries, Compiled and Edited with the Cooperation of the Library of Congress and the National Union Subcommittee of the Resources Committee of the Resources and Technical Services Division, American Library Association. »

## Codes NUC
En tant qu’outil de référence bibliographique, on le trouve encore cité internationalement sous les formes équivalentes :
- NUC Pre-1956, vol. [volume], p. [page]
- NUC Pre-1956, v. [volume], p. [page]
- NUC, vol. [volume], p. [page]
- NUC, v. [volume], p. [page]

Ainsi, l’indication « NUC v. 97 p. 510 » référence le détail bibliographique de l’édition originale allemande en 12 volumes de la traduction des Mémoires de Casanova (Aus den Memoiren des Venetianers Jacob Casanova de Seingalt, Leipzig, 1822-1828), tel que par exemple la Biblioteca Marciana de Venise le référence dans un de ses catalogues. Le même ouvrage est maintenant désigné dans WorldCat comme OCLC 9380793 (édition complète) ou OCLC 163838377 (vol. 1, avec la liste des autres volumes).